# Jungle Jim
Jungle Jim és una sèrie i un personatge de ficció de còmic, publicat per primera vegada el 7 de gener de 1934. Don Moore en va ser el guionista i Alex Raymond l'encarregat del dibuix en els seus inicis. El personatge, en les primeres entregues, és un caçador professional que es guanya la vida caçant animals salvatges a les selves de Malaca destinats a la seva exhibició a circs i zoològics. Més endavant es va convertir en un mercenari i un justicier a les selves de Malaca, Oceania i Àsia. Es va publicar fins al 8 d'agost de 1954.

## Biografia de ficció
Jim Bradley, més conegut amb el sobrenom de Jungle Jim, és un home elegant, alt i prim amb una certa semblança amb Gary Cooper, tant pot vestir amb un vestit colonial, salacot, matxet i fusell, com amb un elegant esmòquing, de caràcter seriós, distant, impertorbable davant el perill i convençut del seu destí com a heroi, va sempre acompanyat del seu fidel ajudant i amic el malai anomenat Kolu.
Als inicis fou un caçador professional d'animals salvatges a les selves de Malaca, destinats a l'exhibició a zoològics i circs, més endavant, deixa de perseguir animals hi passa a perseguir aquells homes dolents que pretenen pertorbar la pau i l'ordre colonial de les selves sota supervisió de les grans potències del moment. S'enfronta a Karnac, un personatge maníac, Cho-Fang, terriblement astut, al Triangle violeta i a Stone l'usurpador, també es va enfrontar amb Sangai Lil, una dona d'una gran bellesa que es va convertir en el gran amor de Jungle Jim. Sangai Lil, és el sobrenom de Lili Vrille, una aventurera astuta, traïdora i deslleial amb una mirada cruel, però d'una gran bellesa. Després de provar de casar-se per força amb Jim i no aconseguir-ho Lil es va regenerar i ell es va convertir en un admirador fidel.
Jungle Jim no es va limitar a empaitar malfactors a les selves de Malaca, i va anar per tot l'extrem orient, l'any 1942 va arribar fins i tot a Panamà on Jim Bradley, va deixar de ser Jungle Jim i el varen nomenar capità dels serveis secrets de l'exèrcit dels estats units d'americà (va ser un de tants personatges de còmic que van combatre a la II guerra mundial), a partir d'aquest moment només fa missions secretes per l'exèrcit o bé per l'FBI

## Trajectòria editorial i artística
Jungle Jim, es va començar a publicar com una sèrie de tires de premsa anomenades "topper", aquestes tires estaven situades a la part superior de les pàgines dominicals, les tires de Jungle Jim eren el complement de les pàgines de Flash Gordon. Tots dos personatges es varen començar a publicar el mateix dia. De la distribució s'encarregava l'agencia King Features Syndicate.
En castellà es va començar a publicar a la revista  Mickey amb el nom de, el Temerario, es començaren a publicar les aventures de quan era un justicier, en lloc de Jim Bratley com l'original l'anomenaren Jim Smithson, un altre diferencia, era que en comptes de viure a la península de Malac vivia a l'illa de Borneo. La Guerra Civil Espanyola en va estroncar la publicació i no es va tornar a publicar fins al 1974.

## A Televisió i Cinema i Radio
El 1937 la productora cinematogràfica Universal Studios va fer una pel·lícula del personatge de còmic i un serial cinematogràfic de dotze episodis.
Posterior-ment el 1948 la productora Columbia Pictures en va fer un serial de nou episodis més amb Johnny Weissmuller, com a protagonista. També se'n feren serials radiofònics.

## Dades de Publicació
Publicacions on s'ha publicat el Personatge
| Publicació / Títol | Any de Publicació | Editorial                | Format  | Enquadernació | Mides       | Números      | Pàgines     | Notes         |
| ------------------ | ----------------- | ------------------------ | ------- | ------------- | ----------- | ------------ | ----------- | ------------- |
| MICKEY             | 1935 ?            | Editorial Molino         | Quadern | Grapa         | sense dades | 75 + 1 extra | 8           |               |
| ALBUM ALEX RAYMOND | 1936 ?            | Editorial Molino         | Llibre  | Cartonè       | 22 x 30 cm  | 2            | sense dades |               |
| Jungle Jim         | 1991 ?            | Ediciones Eseuve, S. A.  | llibre  | Rustica       | 30 x 22cm   | 2            | sense dades |               |
| Jungle Jim         | 1997              | Euroclub Margerit, S. L. | llibre  | Rustica       | 33 x 21cm   | 20           | 36          | PVP 3950 pts. |